# تشارلز بارون
تشارلز بارون (بالإنجليزية: Charles Barron)‏ هو سياسي أمريكي، ولد في 7 أكتوبر 1950 في بروكلين في الولايات المتحدة. حزبياً، نشط في الحزب الديمقراطي.